# Ilse Buding
Ilse Renate Buding (Lovrin, 22 novembre 1939 – Parigi, 5 maggio 2023) è stata una tennista tedesca.

## Biografia
Nata in Romania di origine sveva è emigrata nel secondo dopoguerra con la famiglia in Argentina. Ha rappresentato a inizio carriera lo stato sudamericano per poi scegliere la Germania Ovest, anche i fratelli Edda e Ingo erano tennisti.
Si è sposata nel 1959 con il collega inglese Mike Davies iniziando ad usare il doppio cognome Ilse Buding-Davies.

## Carriera
Durante gli Internazionali di Francia 1956 raggiunge a sorpresa i quarti di finale, ancora sedicenne ha eliminato sulla sua strada la tredicesima testa di serie Annalisa Bossi prima di arrendersi alla quinta favorita dal seeding Zsuzsa Körmöczy. Nella stessa stagione ha raggiunto la finale del singolare ragazze a Wimbledon mentre al Roland Garros 1957 ha vinto il titolo juniores in singolare.
In coppia con la sorella Edda ha raggiunto i quarti di finale sia a Wimbledon che al Roland Garros a cui si aggiunge un altro quarto di finale sulla terra parigina disputato nel 1960 insieme a Věra Suková.